# Missha

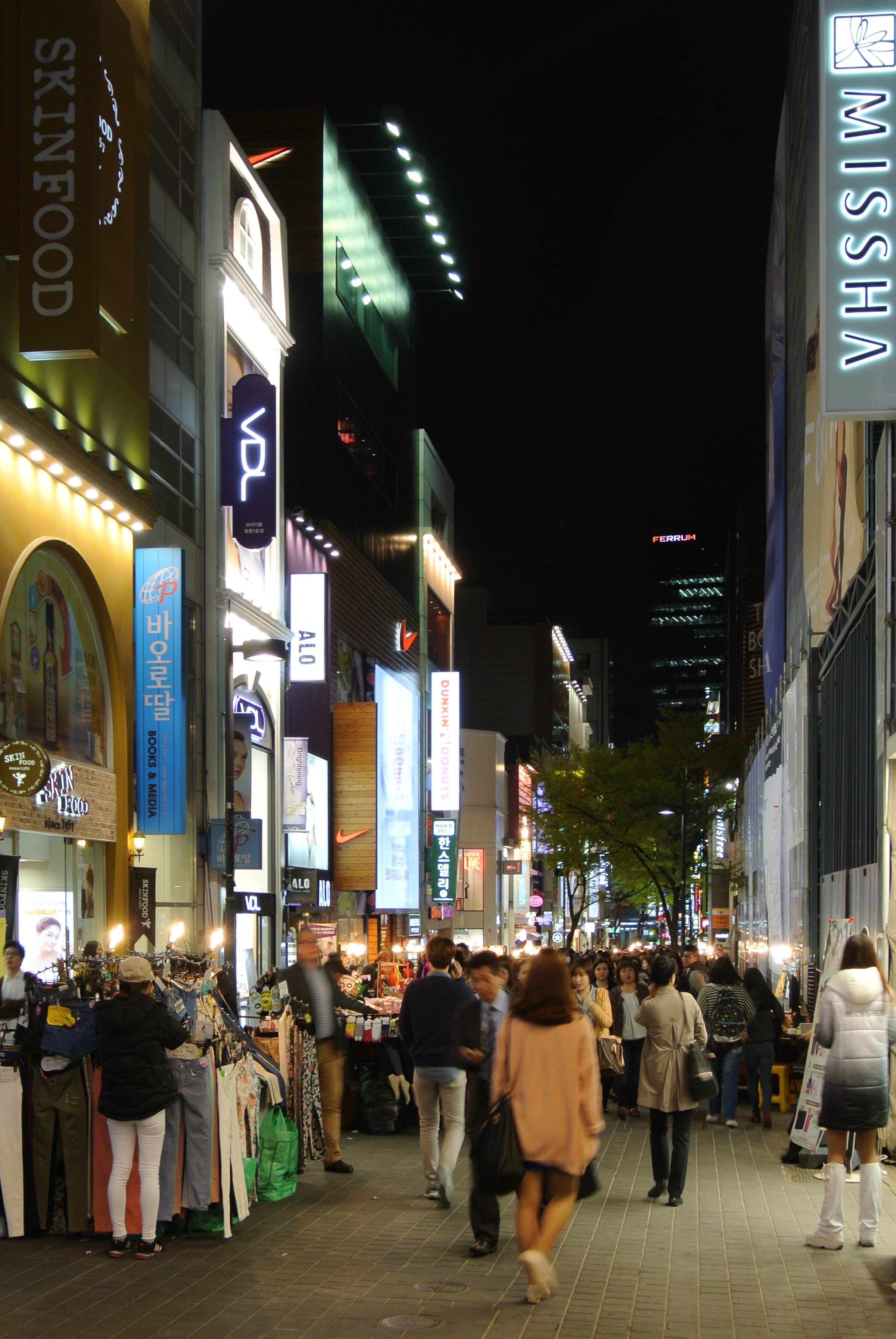
Cửa hàng Missha bên phải đường phố Myeong-dong

Missha (tiếng Hàn Quốc: 미샤) là hãng sản xuất, bán lẻ và kinh doanh nhượng quyền thương mại mỹ phẩm dưỡng da, đặt trụ sở tại Hàn Quốc. Đây là một phần của Công ty TNHH Able C&C.

## Công ty
Vào tháng 8 năm 2009, dòng sản phẩm Missha Homme Urban Soul cao cấp đã ra mắt với chất lượng cao hơn và đắt hơn hai dòng mỹ phẩm nam giới hiện tại.
Vào tháng 8 năm 2012, trong chương trình mở rộng Lotte Department Store tại Trung Quốc, một bản sao của khu mua sắm chính của Seoul là Myeong-dong đã được trưng bày tại cửa hàng mới ở Thiên Tân, với các cửa hàng của Missha, The Face Shop và Skin Food.
Sản phẩm Missha bao gồm từ sản phẩm trang điểm, dưỡng da, cơ thể và tóc; Chẳng hạn như kem chống nắng hoàn toàn Sunshow SPF 50, gel làm mát cơ thể và gel làn nóng cơ thể.
Missha còn được biết đến việc sao chép nhãn hiệu hiệu đắt tiền thành mỹ phẩm chất lượng cao và chi phí thấp hơn. Chẳng hạn, Missha Time Revolution First Treatment Essence là bản sao chép phổ biến của mỹ phẩm thơm nhãn hiệu cao cấp SK-II, và Missha Time Revolution Night Repair Science Activator Ampoule là sao chép phổ biến của Estee Lauder Advanced Night Repair.